# Cynodon gibbus
Cynodon gibbus is een straalvinnige vissensoort uit de familie van karperzalmen (Cynodontidae). De wetenschappelijke naam van de soort is voor het eerst geldig gepubliceerd in 1829 door Agassiz.